# Coryssovalva
Coryssovalva là một chi bướm đêm thuộc phân họ Tortricinae của họ Tortricidae.

## Các loài
- Coryssovalva cosmocosta Razowski, 1987